# Auditorium Maximum Europejskiego Uniwersytetu Viadrina

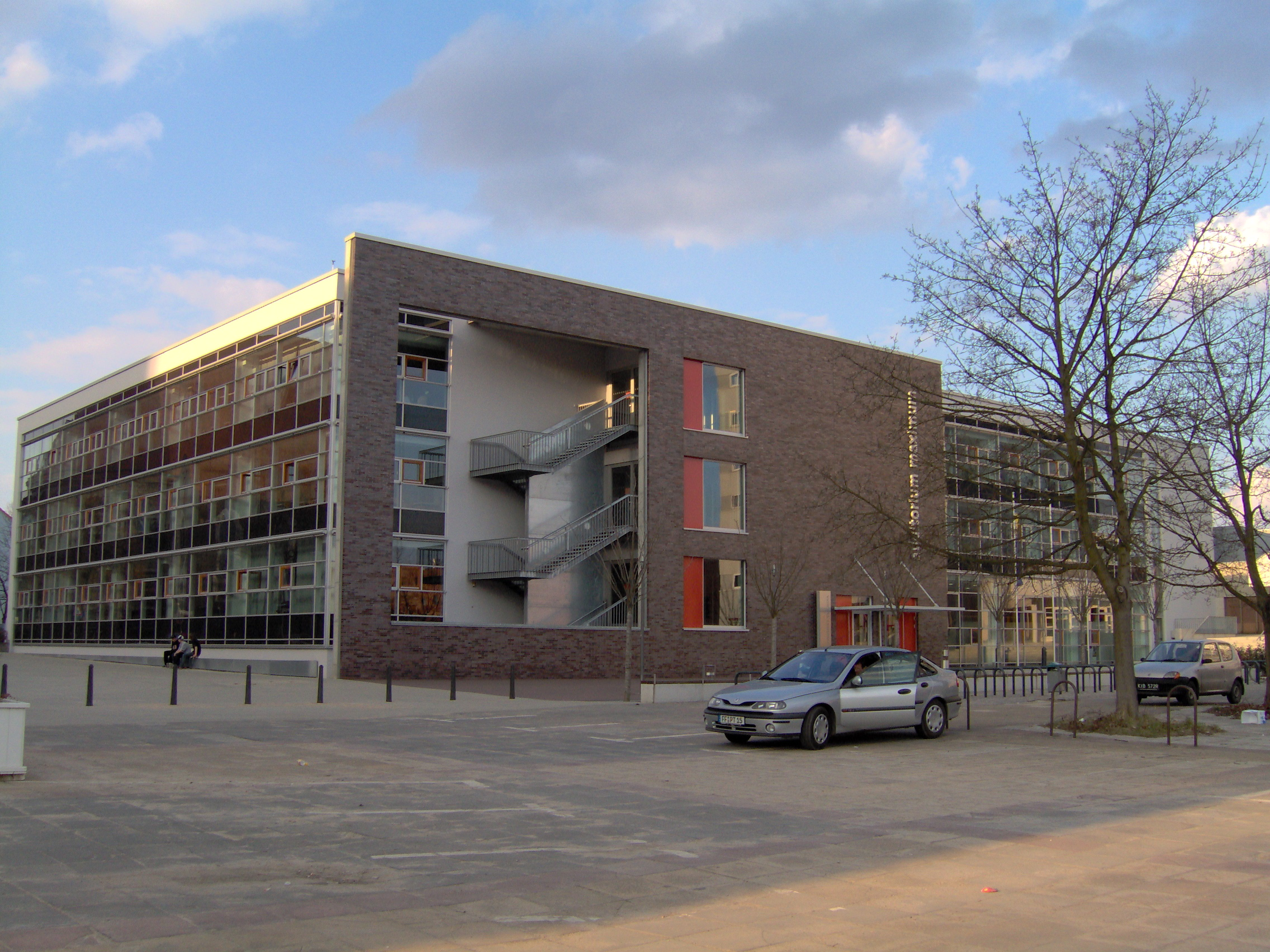
Auditorium Maximum Europejskiego Uniwersytetu Viadrina

Auditorium Maximum Europejskiego Uniwersytet Viadrina (potocznie też:  Audimax albo Flachbau) – jeden z budynków Europejskiego Uniwersytet Viadrina, mieszczący się przy Logenstraße 2 w ścisłym centrum Frankfurtu nad Odrą.

## Historia
W czasach Niemieckiej Republiki Demokratycznej, od 1979 w miejscu tym mieściła się Szkoła Partyjna Socjalistycznej Partii Jedności Niemiec (Bezirksparteischule SED).
Stary budynek wyburzono i podjęto się budowy nowego, wyższego i bardziej nowoczesnego. Jego uroczyste otwarcie odbyło się 11 października 2004 przy okazji inauguracji kolejnego roku akademickiego. Znalazła się w nim największa sala wykładowa uczelni (582 miejsca), 2 sale seminaryjne, 9 sal ćwiczeniowych, 1 mała sala wykładowa (150 miejsc) i 70 pomieszczeń biurowych o powierzchni użytkowej 3.300 m².
Razem z budynkiem rządowym (Regierungsgebäude) przy Große Scharrnstraße 59, budynkiem im. hrabiny Dönhoff przy Europaplatz 1 oraz dawnymi "żółtymi koszarami" przy August-Bebel-Straße 12 stanowi podstawową bazę lokalową uczelni.
Obecnie w Auditorium Maximum znajdują się m.in.:
- I referat ds. studenckich,
- II referat ds. personalnych i prawnych,
- III referat ds. finansowych,
- IV referat ds. administracji i nieruchomości,
- biuro współpracy międzynarodowej (IB),
- centrum strategii i rozwoju (ZSE),
- komisja stypendialna (Stipendienstelle),
- niemiecko-polskie centrum karier (DPCC),
- placówka Allgemeine Ortskrankenkasse (AOK),
- stołówka,
- urząd immatrykulacyjny i egzaminacyjny (IPA).

W budynku, przy okazji wizyt na uczelni, gościli m.in. prof. Zbigniew Ćwiąkalski (minister sprawiedliwości RP), prof. Bernard Lacroix (Universität Paris X – Nanterre), Kay Nehm (prokurator generalny RFN), prof. Marta Petrusewicz (Hunter College New York), Brigitte Zypries (minister sprawiedliwości RFN) i wielu innych.